# 高田榮一
高田 榮一（たかだ えいいち、1925年3月23日 - 2009年10月13日）は、詩人、爬虫類研究者。ヘルスカウンセラー。
高田栄一と表記される場合もある。「へび博士」として知られる。

## 生涯
東京生まれ。東洋大学文学部卒業。
歌人、詩人として多くの作品を発表するかたわら、小説、エッセー、評論なども手がけていた。一方で、幼少の頃から野生動物、とりわけ爬虫類に興味をもち、飼育を始めて、独学で爬虫類の研究を行う。
1960年ごろ、爬虫類研究のために、東京・根津の自宅に「高田爬虫類研究所」（爬虫類友の会／高田爬虫類研究所／高田動物生態研究所）を創設。日本人専門家として初のコモド島調査を成功させ、コモドオオトカゲの紹介に尽くし、マダガスカルではマダガスカル・ボアやカメレオンの生態を調査する。
高田が専務として勤務していた出版社「ストアーズ社」には椎名誠らが勤務しており、椎名の自伝小説『新橋烏森口青春篇』に、いつもポケットに蛇を入れている奇人「へび専務」として登場している。
また、ヘルスカウンセラーとしても独自の理論を展開し、執筆・講演活動を行っていた。また、沖縄県沖縄市の「高田爬虫類研究所・沖縄分室」で多くの爬虫類を飼育・展示中である。
2009年10月13日、腸閉塞のため死去。

## 著書
- 昆虫いけどり大作戦 いきものの飼い方（秘）公開 講談社 1970
- 蛇・トカゲ・亀・ワニ よみもの動物記 北隆館 1971
- ヘビ・トカゲ爬虫類図鑑 朝日ソノラマ 1973
- 爬虫類生態図鑑 大自然の驚異 朝日ソノラマ 1976.9
- ヘビの生態と飼育法 ニューサイエンス社 1980
- あにまる紳士録 有朋舎 1982.12
- 爬虫類の超能力 講談社 1986.2
- 爬虫類とつきあう本 朝日ソノラマ 1991.10
- 不思議がる心の不思議 香柏社 1996.12
- 高田榮一の爬虫類ウォッチング 平凡社 1997.6
- 精力減退 ズバリ解消! コブラ、マムシ、スッポンの驚くべき効果!! 日正出版 1999
- 巳歳生まれは、福を呼ぶ人 「大好き」が多い人生は幸せだとヘビは笑った 三五館 2003.7
- 中高年からの『性生活』事典（監修） 日正出版

## エピソード
- 江戸川乱歩原作のテレビドラマ・江戸川乱歩の美女シリーズ「赤いさそりの美女」（1979）と「化粧台の美女」（1982）において、高田の研究所が「怪人・妖虫博士の研究所」として使用された。
- 仮面ライダーX第20話「お化け!? 謎の蛇人間あらわる!!」協力。